# Distrito electoral de Karibib
Karibib es un distrito electoral de la Región de Erongo en el oeste de Namibia. 
Su población es de 11.784 habitantes. Se encuentra sobre el ferrocarril Trans-Namib, el Río Khan y la autopista B2. Es conocido por sus canteras de mármol aragonito .

## Panorama

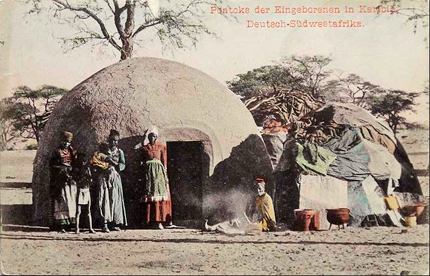
Karibib, Pontok - casa tradicional, al final de la 19 ª siglo

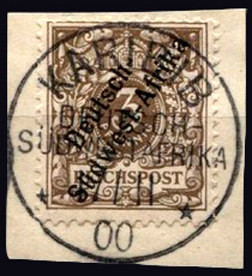
Sellos para el África Sudoccidental Alemana matasellos Karibib 1900

El pueblo de Karibib está situado en la ruta principal entre Windhoek y Swakopmund y es conocido por su mina de oro. Los primeros pobladores en el distrito fueron el misionero Johannes Rath y su familia, quienes llegaron a Otjimbingwe el 11 de julio de 1849. Seis años después, en 1855, fueron hallados ricos yacimientos de cobre en Khomas Highlands, siendo fundada la Walwich Bay Mining Company en Ciudad del Cabo, con sus oficinas en Otjimbingwe, para explotar yacimientos en la mina Matchless, transportándose el producido desde Otjimbingwe al puerto de Walvis Bay. Por 1860, los yacimientos de cobre redituaban muy poco para continua la actividad minera, por lo que la mina cerró y sus edificios en Otjimbingwe fueron vendidos a Charles Andersson por £1500.
Originalmente, Karibib no era más que un desconocido pozo de agua de los hereros. El pozo de agua y los 200 kilómetros cuadrados circundantes fueron vendidos por medio de un convenio por el jefe Herero de Otjimbingwe a Eduard Hälbich de Otjimbingwe. Además del arreglo final de deuda, Zeraua recibió dos carros con 36 bueyes y otras compensaciones en especies y vestimenta.
En 1899 Karibib recibió un segundo pozo de agua para abastecer las crecientes necesidades. Luego de que el ferrocarril alcanzara Jakkalswater, fue establecido un puesto militar de 4 soldados en Karibib en 1899 para salvaguardar el cercano tendido ferroviario.
En 1900, la población de la ciudad era sólo de 10 habitantes, y el posterior desarrollo ocurrió a expensas de Otjimbingwe, cuando los carros de bueyes que solían viajar vía Otjimbingwe a Swakopmund, comenzaron a viajar ahora vía Karibib. Cuando el ferrocarril de Swakopmund a Windoek alcanzó Karibib el 30 de mayo de 1900, el gobierno trasladó el ayuntamiento de Otjimbingwe a Karibib. Durante esos años, el Distrito electoral Karibib creció rápidamente, tanto que Zeraua había vendido antes de 1902 dos terceras partes de sus tierras tradicionales a pobladores blancos. El ferrocarril fue oficialmente inaugurado el 1º de julio de 1900, iniciando un período de frenética actividad en la ciudad.
En 1902, el ferrocarril fue continuado de Karibib hacia Windoek, y con el enorme proceso de construcción del ferrocarril todos los trabajadores se fueron mudando hacia Windoek, disminuyendo los negocios en Karibib. Dos factores tuvieron un efecto perjudicial en la prosperidad de Karibib antes de 1904. Por una parte, grandes áreas del distrito Karibib estaban en poder de la Gesellschaft colonial alemana, quién no era entusiasta de abdicar fácilmente a sus intereses concedidos. En segundo lugar, Karibib estaba en el área tradicional de los Hereros del oeste, quiénes no eran muy entusiastas en vender la tierra a pobladores y comerciantes.

## Insurrección

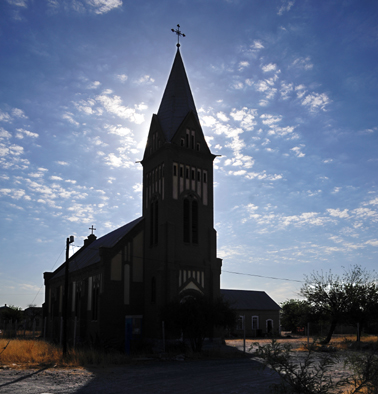
Iglesia Karibib, arquitecto Gottlieb Redecker

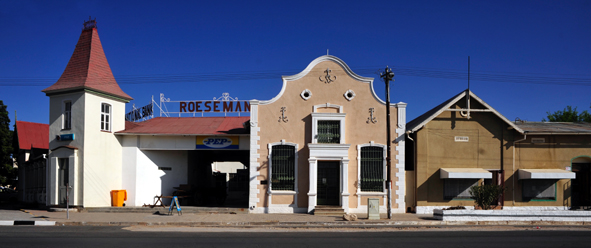
Casa Roesemann, Karibib

Durante el levantamiento herero de 1904, Zeraua dejó a los pobladores del distrito Karibib mayormente ilesos, y debido a la conexión del ferrocarril de Swakopmund a Karibib, creció rápidamente la importancia de las ciudades como un punto de orden estratégico. Finalmente, el estatus del distrito Karibib fue elevado al de distrito electoral, y se amplió para incluir el gobierno del distrito de Omaruru. El 8 de diciembre de 1907, fue concedida una reserva para los Herero en los alrededores de Otjimbingwe, mientras que la restante tierra de los herero fue confiscada y ofrecida a los agricultores residentes en el distrito, en un proceso que duró hasta 1909, por lo que en esa época el distrito de Karibib contaba ya con 837 pobladores, comerciantes y agricultores blancos. Hacia 1914, el censo registró a 892 personas blancas (Karibib: 339, Usakos: 314, Otjimbingwe: 42 y 197 por las granjas).
En 1910, el primer año de un censo agronómico namibio, el distrito contó con 2270 cabezas de ganado, 8850 cabras y ovejas y 139 caballos por 65 granjas ya desarrolladas o en desarrollo. En 1914, se incrementó a 14.125 cabezas de ganado, 46.435 cabras y ovejas, 891 caballos, 625 mulas, 218 burros, 601 cerdos y 163 avestruces en 74 granjas.
- Datos: Q1348181
- Multimedia: Karibib / Q1348181